# Alfons Rzeszotarski
Alfons Rzeszotarski (ros. Альфонс Александрович Ржешотарский; ur. 3 listopada 1847 we wsi Klwatka Szlachecka, zm. 16 stycznia?/29 stycznia 1904 w Petersburgu) – metalurg i metaloznawca narodowości polskiej.

## Życiorys
Ukończył gimnazjum w Radomiu. Studiował w warszawskiej Szkole Głównej, a następnie w Petersburgu na wydziale mechanicznym Instytutu Technologicznego), który ukończył w 1875 z dyplomem inżyniera technologa.
Przez krótki czas pracował w Zakładach Putiłowskich, a następnie przeszedł do Zakładów Obuchowskich, gdzie stał się najbliższym współpracownikiem Dmitrija Czernowa. W 1878 roku przejął po Czernowie kierownictwo stalowni bessemerowskiej. W 1889 roku został odznaczony złotym medalem przez ministerstwo marynarki wojennej.
W 1895 stworzył w Zakładach Obuchowskich pierwsze laboratorium metalurgiczne w Imperium Rosyjskim, którym kierował. W 1899 roku objął stanowisko głównego metalurga Zakładów Obuchowskich.
Od 1876 prowadził działalność naukową, publikując artykuły w czasopismach fachowych. W 1900 nie przyjął propozycji objęcia katedry na Warszawskim Instytucie Politechnicznym im. Cara Mikołaja II, w 1902 został kierownikiem Katedry Metalurgii na Państwowym Uniwersytecie Politechnicznym w Sankt Petersburgu.
Zmarł na zapalenie płuc. Pochowany na warszawskich Starych Powązkach (kwatera 28-4-16/17).

## Publikacje książkowe
- Tieorija zakałki (1882)
- Mietałłurgija stali (1884)
- Mikroskopiczeskoje issledowanije żeleza, stali i czuguna (1898)